# Palcogrzebień
Palcogrzebień, perstnik, grzebuszka (Dactyloctenium Willd.) – rodzaj roślin z rodziny wiechlinowatych (Poaceae). Obejmuje 13 gatunków występujących w strefie międzyzwrotnikowej i w ciepłej strefie umiarkowanej na półkuli południowej w Afryce, Azji i Australii. Palcogrzebień egipski D. aegyptium jest szeroko rozprzestrzeniony i introdukowany został na oba kontynenty amerykańskie, Półwysep Koreański oraz do zachodniej, południowej i środkowej Europy. Jako gatunek przejściowo zawlekany (efemerofit) wymieniany jest także z Polski.
Trawy z tego rodzaju uprawiane są jako chroniące przed erozją na glebach piaszczystych. Palcogrzebień egipski dostarcza też jadalnego ziarna i wykorzystywany był od starożytności jako roślina lecznicza. Ziarna gatunków rosnących w Australii były także po zmieleniu wykorzystywane przez Aborygenów jako jadalne w postaci wypieków. D. australe wykorzystywany jest także w mieszankach trawnikowych do miejsc zacienionych.

## Morfologia
PokrójTrawy jednoroczne lub wieloletnie, w przypadku niektórych gatunków wytwarzające rozłogi. Źdźbła wzniesione, podnoszące się lub płożące, osiągające od kilku do 160 cm długości, zwykle korzeniące się w węzłach.
LiścieTrawiaste, u niektórych gatunków skórzaste i sztywne, języczek w postaci orzęsionej błony.
KwiatyZebrane w kłoski, które tworzą jednostronne grono. U większości gatunków grona te w liczbie trzech i więcej wyrastają z jednego punktu na szczycie źdźbła (jeden gatunek tworzy jedno grono i jeden też – dwa grona). Grona zwykle podnoszą się lub są rozpostarte, rzadko (u jednego gatunku) są prosto wzniesione. Oś gron kończy się szydlastym lub ościstym wyrostkiem.

## Systematyka
Pozycja systematyczna
Rodzaj z rodziny wiechlinowatych (Poaceae), w której obrębie klasyfikowany jest do podrodziny Chloridoideae, plemienia Cynodonteae i podplemienia Dactylocteniinae.
Wykaz gatunków
- Dactyloctenium aegyptium (L.) Willd. – palcogrzebień egipski[5], perstnik egipski[6]
- Dactyloctenium aristatum Link
- Dactyloctenium australe Steud.
- Dactyloctenium buchananensis B.K.Simon
- Dactyloctenium capitatum A.Camus
- Dactyloctenium ctenoides (Steud.) Bosser
- Dactyloctenium geminatum Hack.
- Dactyloctenium giganteum B.S.Fisher & Schweick.
- Dactyloctenium hackelii J.Wagner & Vierh.
- Dactyloctenium pilosum Stapf
- Dactyloctenium radulans (R.Br.) P.Beauv.
- Dactyloctenium robecchii (Chiov.) Chiov.
- Dactyloctenium scindicum Boiss.